# Klossiella cobayae
Klossiella cobayae ist ein einzelliger Parasit, der den Nierentrakt von Meerschweinchen (Cavia porcellus) befällt. Die Art gehört zur Gruppe der Kokzidien. Das Art-Epitheton cobayae leitet sich von dem spanischen Namen für Meerschweinchen „cobaya“ ab. 
Klossiella cobayae kann bei ihren Wirten eine Nierenkokzidiose auslösen.
Der Erreger kommt weltweit vor. Die reife Zygote (Oozyste) hat einen Durchmesser von 30 bis 40 µm und bildet 30 oder mehr Sporozysten, von denen jede etwa 30 Sporozoiten enthält. Die Ausscheidung der Sporozoiten erfolgt mit dem Urin, die Ansteckung durch deren Aufnahme über den Magen-Darm-Trakt.
Die krankmachende Wirkung ist relativ gering. Ein starker Befall kann eine subakute oder chronische Nephritis mit degenerativen Veränderungen der Nieren auslösen, die sich mikroskopisch als kleine graue Herde auf der Oberfläche der Nierenrinde zeigen. Pathohistologisch treten Nekroseherde mit Einwanderung von Lymphozyten um die Blutgefäße und Fibroblasten im Interstitium auf. Trophozoiten im Nierengewebe sind pathologisch beweisend.